# Avenue Auguste Oleffe
L'avenue Auguste Oleffe est une rue bruxelloise de la commune d'Auderghem qui relie le boulevard des Invalides à l'avenue des Meuniers sur une longueur de 130 mètres.

## Historique et description
On traça d'abord le boulevard des Invalides comme colonne vertébrale de ce quartier dit du Sloorendelleveld (champ de colza), avant de tracer cette avenue. 
Le 10 juillet 1931, elle fut baptisée d'après le peintre Auguste Oleffe, en même temps que l’avenue Alfred Bastien, une rue parallèle, d'après un autre peintre.
Lorsque le quartier s'étendait vers la chaussée de Wavre et la chaussée de Watermael, il prit le nom de quartier Melati. 
Ce n'est qu'en 1939 que la Société des Grands Immeubles exécute les travaux de voirie. 
- Premier permis de bâtir délivré le 5 décembre 1947 pour le no 38.

## Situation et accès
| ___ | Ce site est desservi par la station de métro : Beaulieu. |